# Awashima-jinja
L'Awashima-jinja (淡島神社) est un sanctuaire shinto du district de Kada de la ville de Wakayama.
Le 8 février s’y tient le Hari-kuyō matsuri (針祭, festival des aiguilles brisées), mais le sanctuaire est surtout connu pour son festival du 3 mars, le Hina nagashi, lors du Hina matsuri.

## Divinités du sanctuaire
- Ōkuninushi ;
- Sukunahikona no mikoto, un dieu de la médecine, en particulier de la gynécologie et des accouchements[3] ;
- Jingū ;
- Awashima no kami (淡島神?), autre dieu spécialisé en maladies des femmes[4].

## Hari-kuyō matsuri
Lors du Hari-kuyō matsuri, le 8 février, des aiguilles usagées, rouillées ou cassées, apportées de tout le Japon, sont enterrées symboliquement dans le sanctuaire d’Awashima, sous un grand rocher, après avoir été recouvertes de sel. C’est une occasion pour remercier ces objets quotidiens d’avoir bien servi.

## Service religieux pour les poupées
Le sanctuaire est connu pour la cérémonie funéraire qu’il offre aux vieilles poupées avant de les incinérer. N’importe qui peut laisser ses vieilles poupées et laisser de l’argent pour payer la cérémonie. 
Les gens agiraient ainsi par peur de déranger les esprits qui vivraient dans ces objets, les poupées étant considérées comme des intermédiaires entre le monde réel et celui des esprits.
En 2011, par exemple, le sanctuaire aurait reçu mille poupées. En conséquence, on peut voir alignées dans le sanctuaire plusieurs milliers de poupées et figurines.

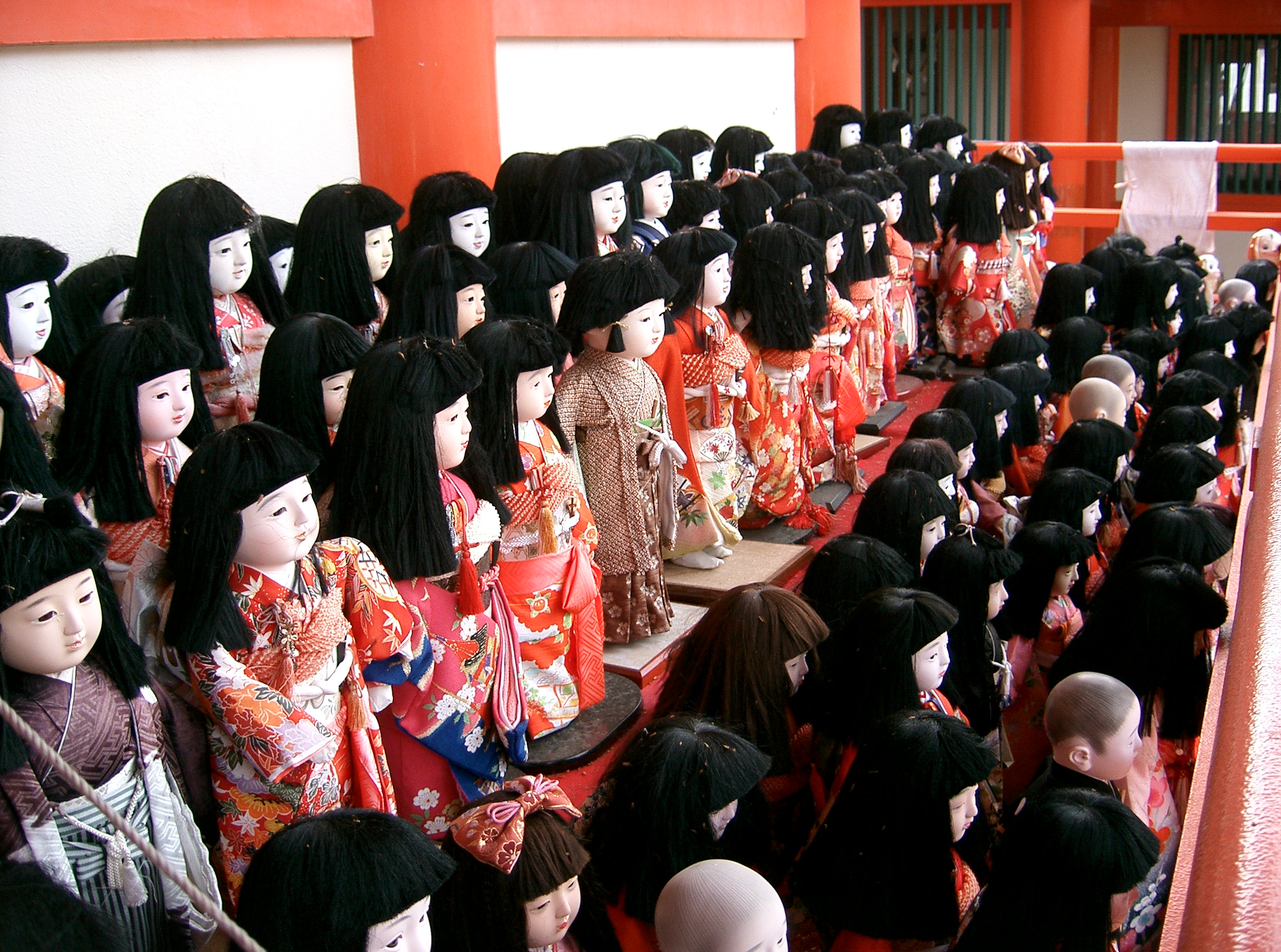
Alignements de poupées au sanctuaire Awashima-jinja.
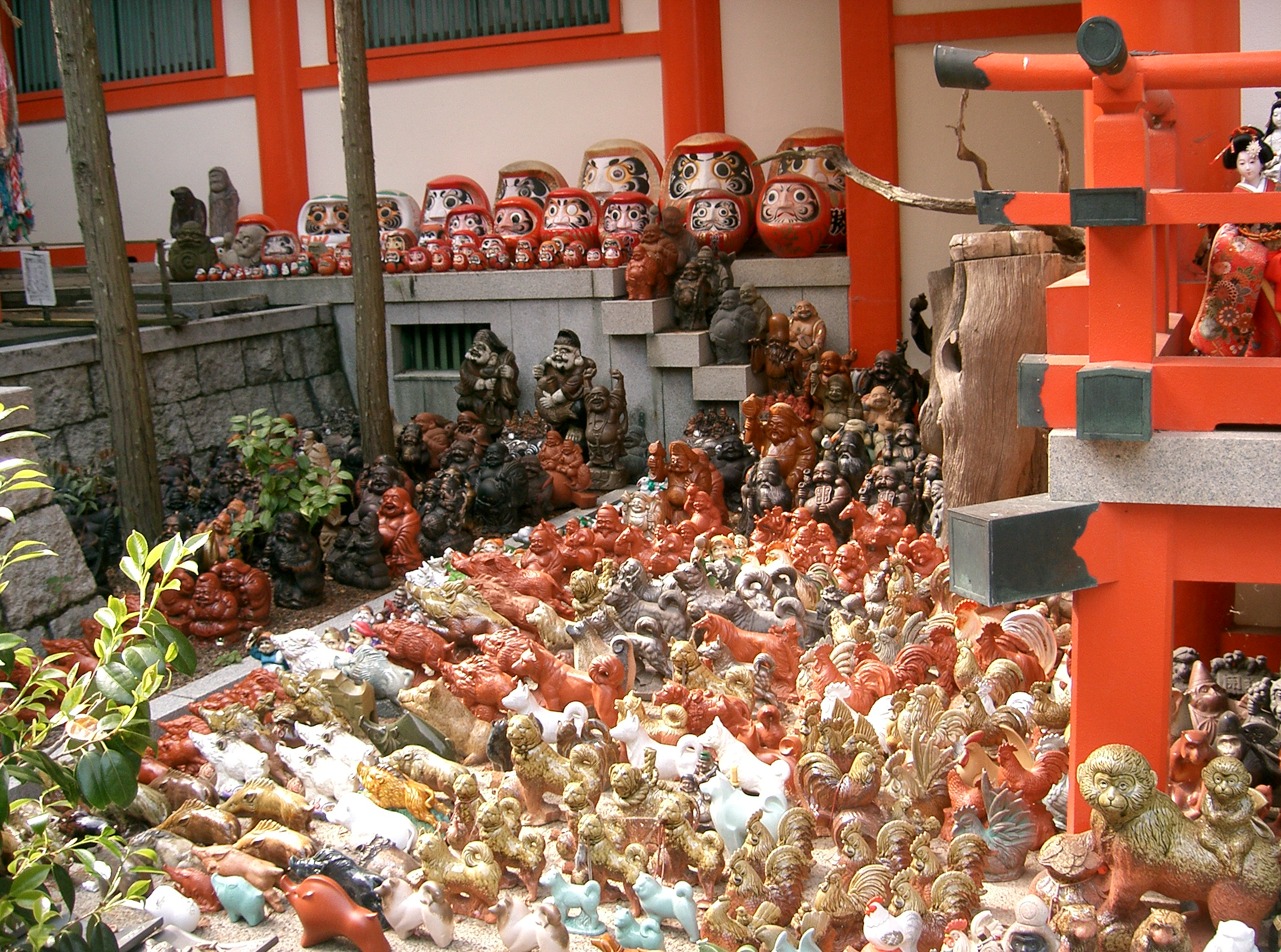
Alignements de figurines au sanctuaire Awashima-jinja.

Le 3 mars, les poupées sont entassées sur des bateaux autels portatifs et on les laisse dériver sur la mer.